# Tam Lin (film, 1970)
Pour plus de détails, voir Fiche technique et Distribution.
Tam Lin (titre original : The Ballad of Tam Lin) est film britannique réalisé par Roddy McDowall, sorti en 1970.

## Fiche technique
- Titre français : Tam Lin
- Titre original : The Ballad of Tam Lin
- Réalisation : Roddy McDowall
- Scénario : William Spier d'après le poème The Ballad of Tam Lin de Robert Burns
- Musique : Stanley Myers
- Photographie : Billy Williams
- Montage : John Victor-Smith
- Direction artistique : John Graysmark
- Costumes : Pierre Balmain et Beatrice Dawson
- Décors : Donald M. Ashton
- Producteurs : Alan Ladd Jr., Stanley Mann, Jerry Gershwin producteur exécutif, Denis Holt producteur associé, Elliott Kastner producteur exécutif, Anthony B. Unger producteur exécutif, Henry T. Weinstein producteur exécutif
- Société de production : Commonwealth United Entertainment et Winkast Film Productions
- Pays d'origine : Royaume-Uni
- Format : couleur (Technicolor (Technicolor) - Son : Mono
- Durée : 106 minutes
- Genre : Film d'horreur
- Dates de sortie : Royaume-Uni : décembre 1970

## Distribution
- Ava Gardner : Michaela Cazaret
- Ian McShane : Tom Lynn
- Richard Wattis : Elroy
- Cyril Cusack : Vicaire Julian Ainsley
- Stephanie Beacham : Janet Ainsley
- David Whitman : Oliver
- Fabia Drake : Miss Gibson
- Sinéad Cusack : Rose
- Joanna Lumley : Georgia
- Jenny Hanley : Caroline
- Madeline Smith : Sue
- Bruce Robinson : Alan
- Pamela Fairbrother : Vanna
- Rosemary Blake : Kate
- Michael Bills : Michael